# 塔吉
塔吉是伊拉克的城鎮，位於該國中部幼發拉底河畔，由巴格達省負責管轄，距離首都巴格達25公里，2003年人口143,794，大多數居民信奉遜尼派。

## 外部連結
- Iraq Image - Taji Satellite Observation